# Ježenj
Ježenj is een plaats in de gemeente Pazin in de Kroatische provincie Istrië. De plaats telt 142 inwoners (2001).